# Махалла (Раштский район)
Махалла (тадж. Маҳалла) — село в Раштском районе Таджикистана. Входит в состав сельской общины (джамоата дехота) Калаи-Сурх. Расстояние от села до центра района (пгт Гарм) — 8 км, до центра джамоата (село Калаи-Сурх) — 6 км. Население — 224 человек (2017 г.), таджики. Население в основном занято сельским хозяйством (животноводство и растениводство). Земли орошаются главным образом водами горных источников.